# Vulkansko staklo
Vulkansko staklo stvara se pri vrlo brzom hlađenju lave, kada zbog naglog pada temperature kristalizira magma kao staklo.
Vulkanska stakla mogu se razlikovati prema kemijskim i strukturnim svojstvima kao i prema sadržaju vode. 
Obsidijan je naziv za stakla koja se sastoje od riolita do andezita, sa sadržajem do 1% vode. Crne su boje.
Pechstein je vulkansko staklo riolitskog sastava i smolastog sjaja. U njemu može biti i do 10% vode. Boje su različite – tamnosive, mrke, crvene i zelene. 
Perliti su stakla koja pored ostalih sastojaka sadrže i hidratacionu vodu, koja je sekundarna. U skupinu perlita spadaju i plavci.